# 하야카와 후미야
하야카와 후미야(일본어: 早川 史哉, 1994년 1월 12일 ~ )는 일본의 축구 선수이다. 또한 하야카와 후미야는 알비렉스 니가타에서 활동하였다.

## 구단 경력
그는 2016년 J1리그의 알비렉스 니가타에 입단, 2월 리그 데뷔했다. 4월 급성 림프모구 백혈병에 걸린 사실이 밝혀져 선수 생활을 중단했다. 2019년 10월 5일, 1287일 만에 가고시마 유나이티드 FC전에 출장.

## 국가대표팀 경력
그는 2011년 FIFA U-17 월드컵에 참가할 일본 U-17 국가대표팀에 발탁되었으며, 5경기에 출전, 3득점을 넣어서, 8강 진출에 기여했다.